# Friedenskirche (Peggau)

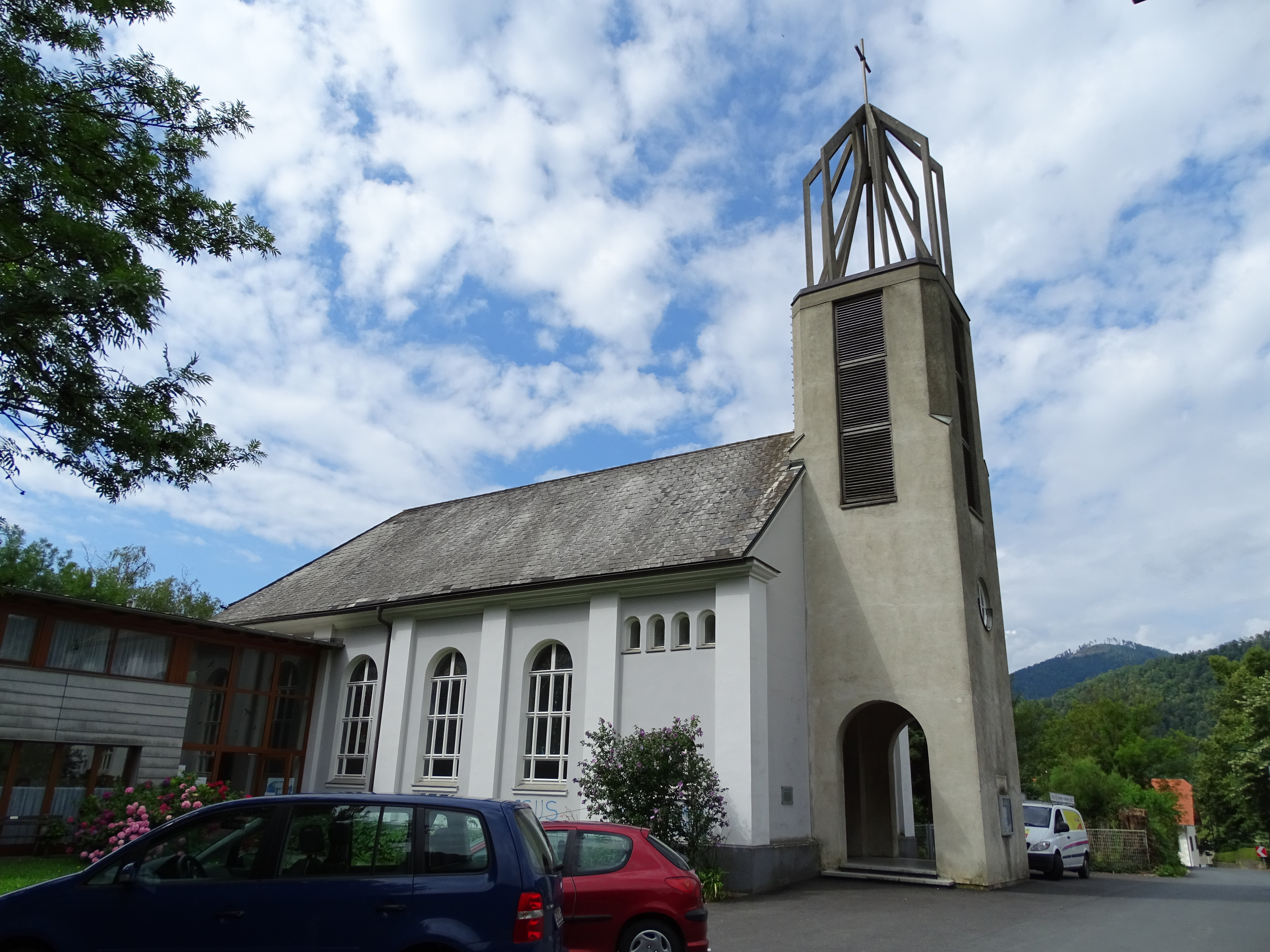
Die Friedenskirche im Juli 2018

Die Friedenskirche um 1910

Die Friedenskirche ist die evangelische Kirche in der Marktgemeinde Peggau in der Steiermark. Sie gehört der Evangelischen Superintendentur A. B. Steiermark an.

## Geschichte
Der Bau der evangelischen Friedenskirche in Peggau erfolgte im Zusammenhang der Los-von-Rom-Bewegung um 1900. Initiator des Kirchenbauprojekts war der 1903 aus dem Odenwald nach Peggau berufene Pfarrer Hermann Heisler, der mit seiner Schrift Wie baut man Kirchen auf dem Lande? (München 1908) programmatisch Stellung in der evangelischen Kirchenbaufrage bezog. Heisler beauftragte 1906 seinen Jugendfreund Otto Bartning mit dem Kirchenbau, der als dessen erster Bauauftrag von Bedeutung sein sollte, indem er die Gruppierung von Bauten verschiedener Funktionen im Verband mit der Kirche zu einem Gemeindezentrum vollzog. Seine Grundsätze für einen Kirchenbau nach streng funktionalistischen Gesichtspunkten formulierte Bartning 1919 in seiner Schrift Vom Neuen Kirchenbau, deren Titelvignette seinen Peggauer Kirchenbau zeigt. In diesem Bauwerk versuchte Bartning, in der Formulierung von Rudolf Leeb, „bewußt architektonische Formen von auffälligen und fortschrittlichen Bauten des 16. Jahrhunderts in Österreich wiederzubeleben“, wobei „Historismus und bestimmte moderne Stilmittel … in der Tradition der ‚sprechenden Architektur‘ des Historismus gezielt zur Propagierung einer bestimmten Kirchenpolitik und neuprotestantischen Frömmigkeit instrumentalisiert“ wurden.
Die 1906 erbaute und am 1. November desselben Jahres eingeweihte Kirche wurde in den 1960er Jahren umgebaut. Von Fritz Hartlauer wurde das Altarwandrelief 1966 gestaltet. Da es sich herausstellte, dass der alte, gedrungene Kirchturm keine Glocken tragen konnte, entwarf 1967 der Architekt Karl August Bieber den heutigen Turm. Im Jahr 1996 wurde von Architekt Georg Moosbrugger ein kleiner Zubau mit Räumen für die Gemeindearbeit angebaut.

## Beschreibung

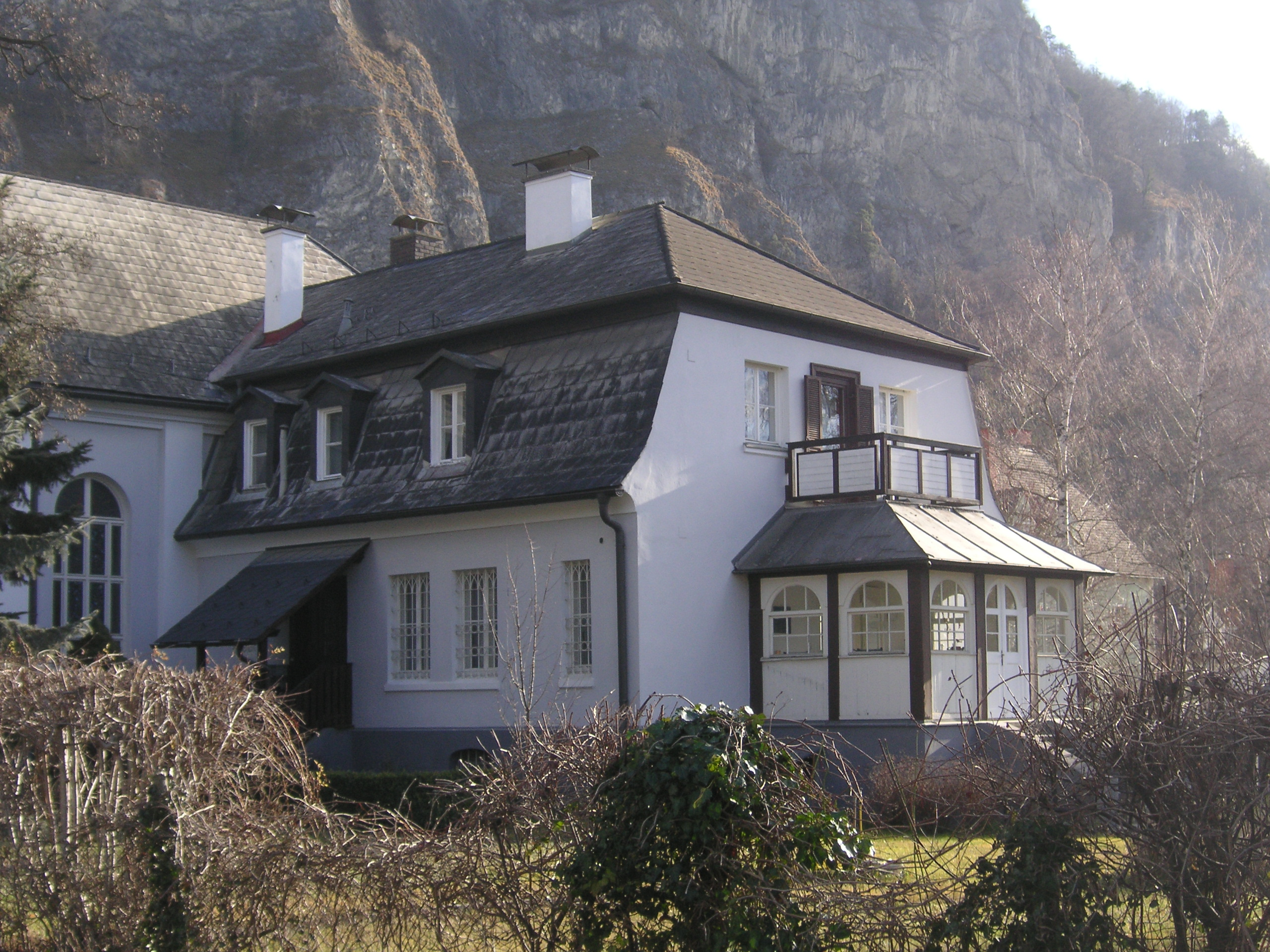
Das Pfarrhaus im Januar 2012

In ihrer ursprünglichen Form stellte die Peggauer Friedenskirchen einen Saalbau mit mächtigem Walmdach dar, aus dem der von einer barocken Haube bekrönte Turmaufbau herauswuchs, rückwärtig um das angebaute Pfarrhaus mit Mansardwalmdach erweitert. Die geschlossene Baukörperform sollte zugleich eine Einbindung des Kirchenbaus in die umgebende Landschaft bewirken. Der vorgesetzte Kirchturm stammt aus dem Jahr 1967 und hat einen durchbrochenen Helm.
Der von einem in den Dachstuhl eingreifenden korbbogigen Tonnengewölbe überdeckte Kirchenraum war ursprünglich farbig gestaltet: die Wände hellbraun mit dunkelroten Streifen, die Bogenfelder dunkelorange, das Gesimse hellgrün, der Chorraum hellviolett, die Holzdecke himmelblau und die Bänke, der Altar und die Kanzel weiß. Seit dem Umbau in den 1960ern ist der Innenraum ganz in weiß gehalten.
Die Altarwand war früher durch drei Bögen gegliedert, der mittlere Bogen über dem Kanzelaltar zur Orgelempore offen. Auf dem linken und dem rechten Bogen befanden sich zwei Bilder von Ludwig Bartning mit dem Jakobsbrunnen sowie der Heilung eines Blinden. Diese beiden Bilder befinden sich heute im Zubau. Das Mörtelschnittrelief an der Altarwand wurde 1966 von Fritz Hartlauer angefertigt und zeigt die „Urzelle“ und die „universale Kreuzform“.